# Skipton
Skipton è un paese di 14 623 abitanti della contea del North Yorkshire, in Inghilterra.

## Monumenti e luoghi d'interesse
- Castello di Skipton

## Amministrazione

### Gemellaggi
- Simbach am Inn, Germania